# Sent Joan lo Nòu
Sent Joan le Nòu (oficialment L'Union) és un municipi francès situat al departament de l'Alta Garona, a la regió d'Occitània, concretament a la zona nord-est de la conurbació de Tolosa. En el cens de 1999 tenia 12.141 habitants. El codi postal és 31240.

## Monuments

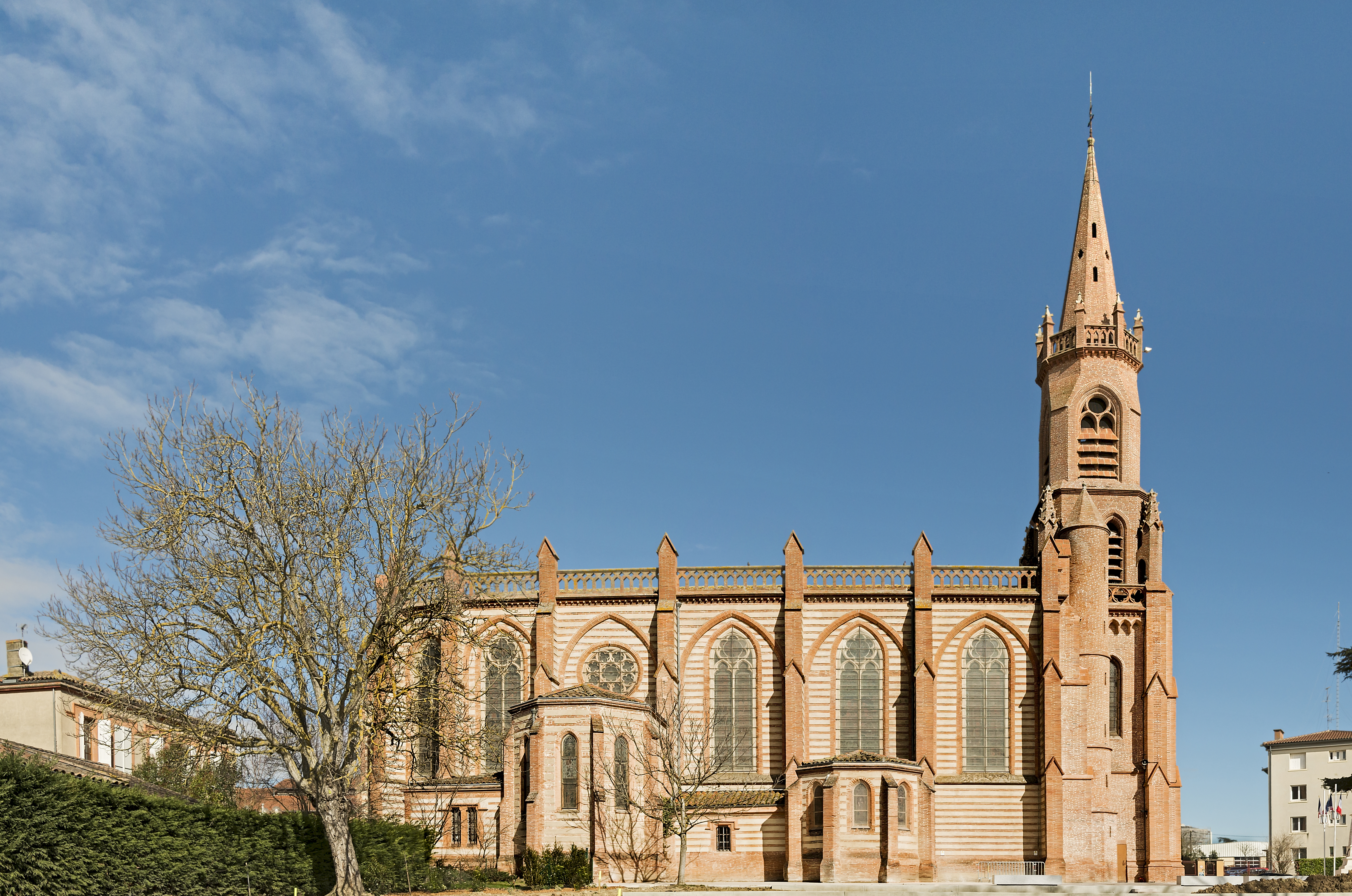
Església
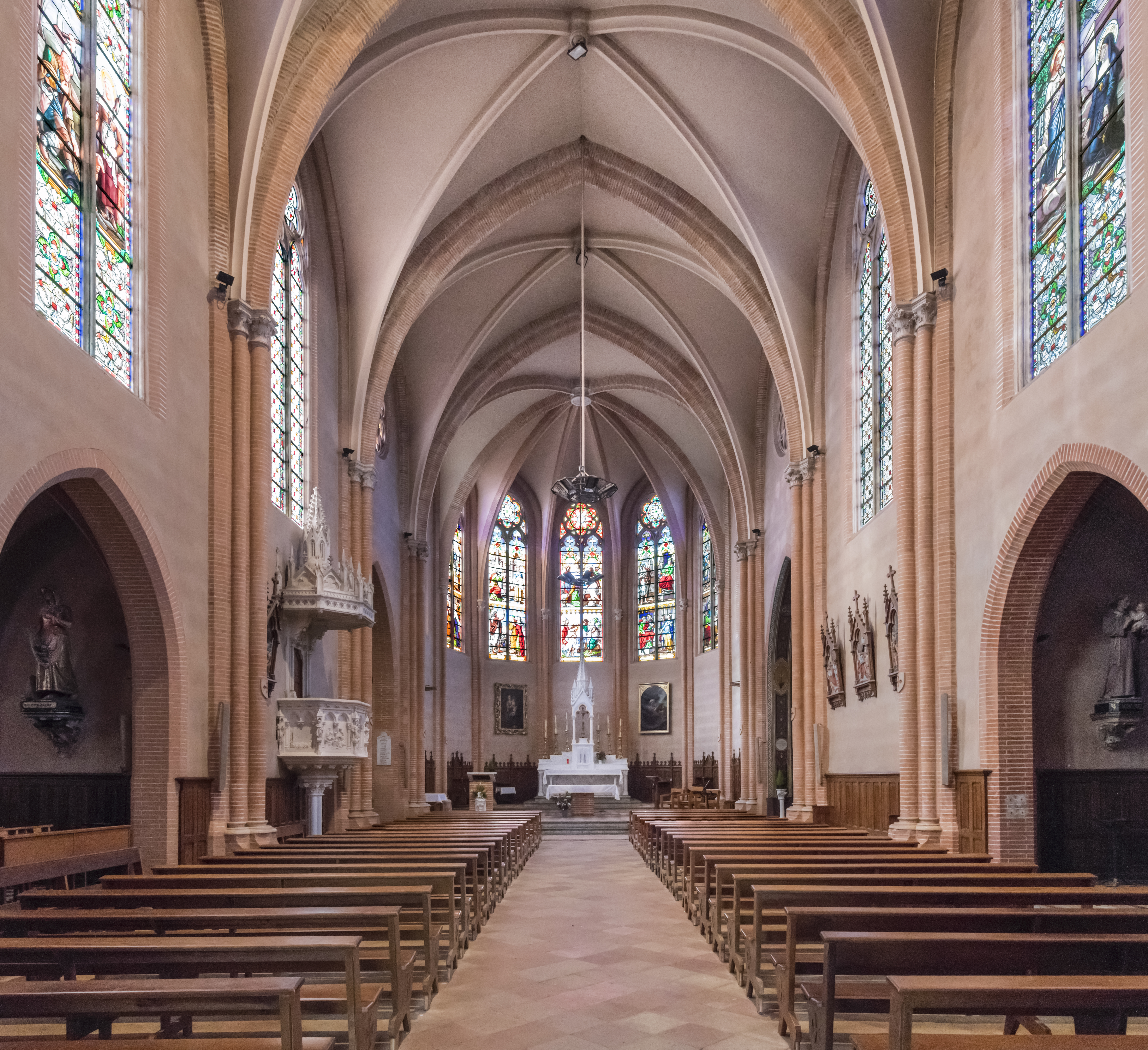
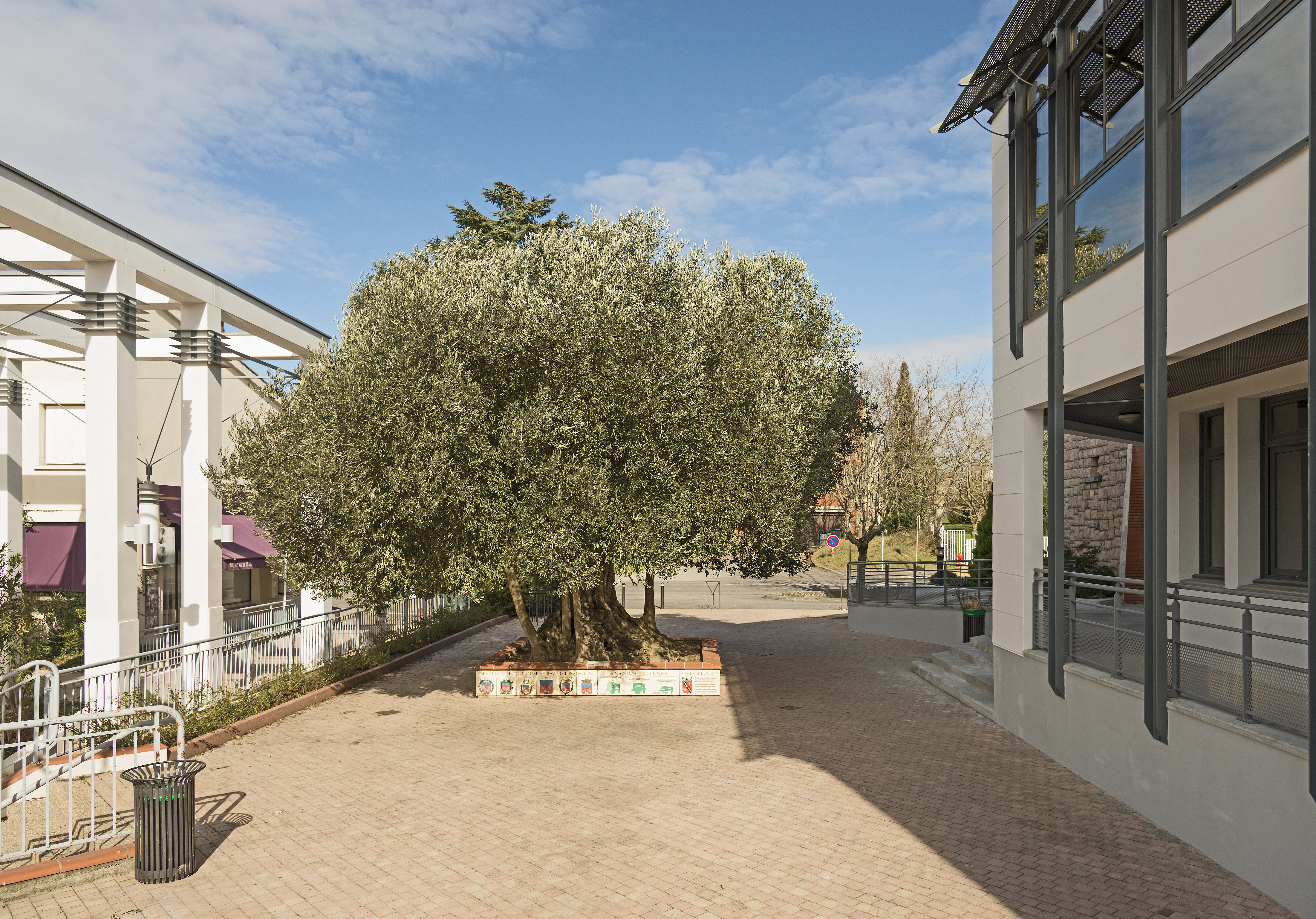
L'olivera mil·lenari.
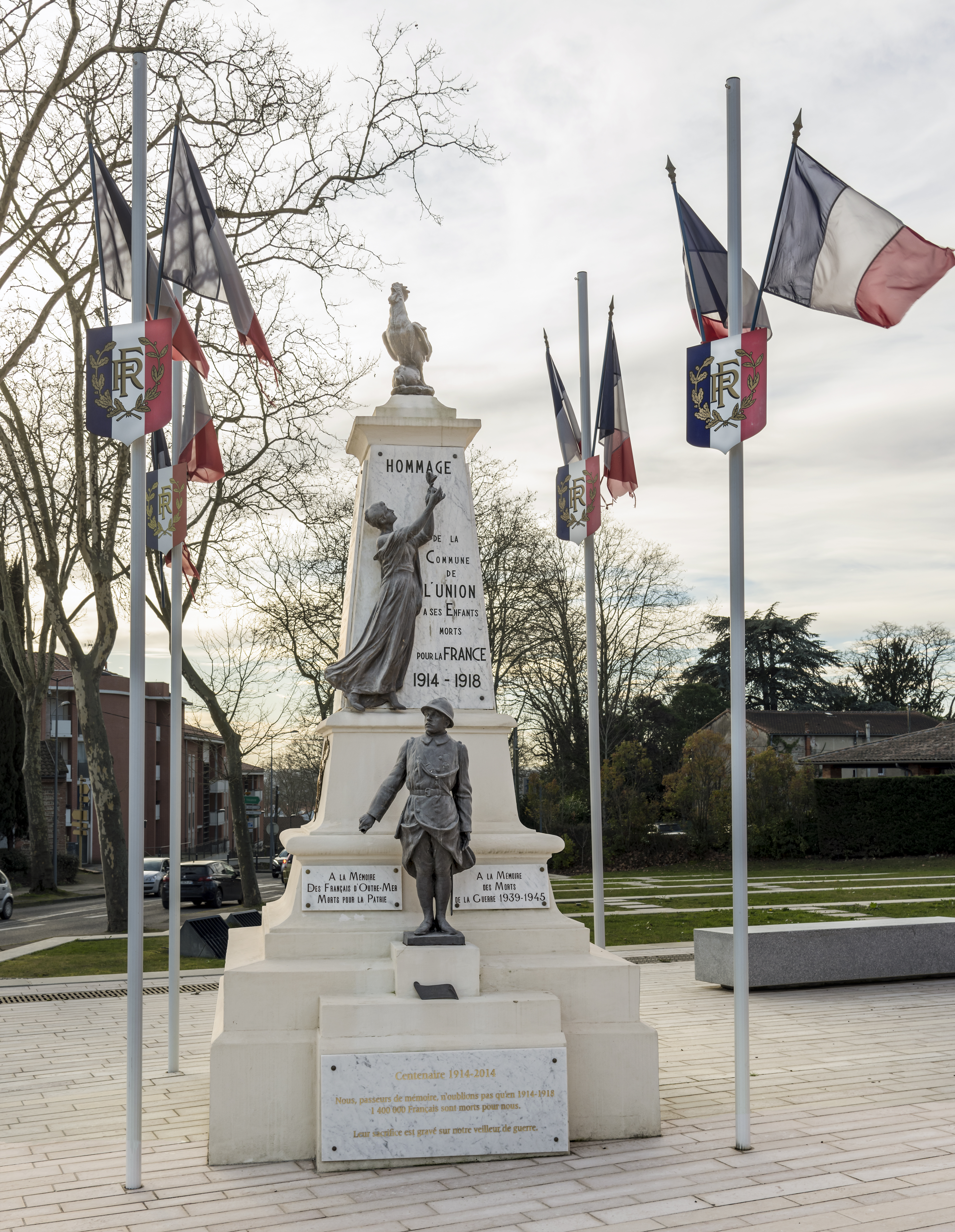
El monument als morts